# مارثا فيلدمان
مارثا فيلدمان (بالإنجليزية: Martha Feldman)‏ هي أكاديمية أمريكية، ولدت في 1953.